# Nicolas Giffard
Nicolas Giffard (* 4. Oktober 1950 in La Baule-Escoublac) ist ein französischer Schachspieler.

## Leben
Giffard gewann 1978 und 1982 die französische Meisterschaft und nahm mit Frankreich an den Schacholympiaden 1978, 1980 und 1982 teil. Vereinsschach spielte er in den 1990er Jahren für die Mannschaft von La Dame Blanche Auxerre, mit der er am European Club Cup 1993 teilnahm, später für Cavalier Bleu Drancy, mit denen er bis 2004, von 2005 bis 2007 und zuletzt von 2008 bis 2010 in der höchsten französischen Liga (Division I beziehungsweise Top 16) spielte. In der belgischen Interclubs spielte Giffard in der Saison 2007/08 für den Brussels Chess Club.
Giffard trägt seit 1980 den Titel eines Internationalen Meisters. Seine Elo-Zahl beträgt 2310 (Stand: Juli 2016), die höchste Elo-Zahl von 2412 erreichte er im Juli 2000.

## Werke
- Nicolas Giffard: La Fabuleuse Histoire des champions d'échecs, ODIL, 1978
- Nicolas Giffard: Huit candidats, quatre KO, L'Impensé radical, 1977
- Nicolas Giffard: Les Échecs, leçons particulières avec un champion, Le Livre de poche, Paris, 1997, ISBN 978-2253081517
- Nicolas Giffard: Les Échecs, la tactique moderne, Éditions du Rocher, Monaco, 1997, ISBN 978-2268009438
- Nicolas Giffard: L'Efficacité aux échecs, Bornemann, 1998, ISBN 978-2851825865
- Nicolas Giffard: Comprendre les ouvertures, Bornemann, 1999, ISBN 978-2851825940
- Nicolas Giffard und Alain Biénabe: Le Nouveau Guide des échecs : Traité complet, Éditions Robert Laffont, Paris, 2009, ISBN 978-2221110133